# حي بن مالك (حضرموت)
حي بن مالك هو أحد أحياء مدينة غيل باوزير في محافظة حضرموت اليمنية. يبلغ تعداد سكانه 718 نسمة حسب التعداد السكاني في اليمن لعام 2004.